# P008
P008 es un fago específico de Lactococcus lactis, una bacteria del ácido láctico utilizados en la primera etapa en la fabricación del queso. El virus P008 y especies afines, son los principales responsables por la pérdida importante de cada año en las fábricas de queso.